# Przegląd Prawa i Administracji
Przegląd Prawa i Administracji – czasopismo prawnicze wydawane we Lwowie od 1876 do 1939 roku. Do 1892 nosiło nazwę „Przegląd Sądowy i Administracyjny”.
Od lat osiemdziesiątych XIX w. do 1926 roku redaktorem czasopisma, które stało się najpoważniejszym naukowym pismem prawniczym na ziemiach polskich, był prof. Ernest Till z Uniwersytetu Lwowskiego. Po jego śmierci pismo otrzymało jego imię Przegląd Prawa i Administracji im. Ernesta Tilla. Od 1911 współpracownikiem Ernesta Tilla w redakcji był Józef Münz, zaś od ok. 1918 również Roman Longchamps de Bérier. Po śmierci prof. Ernesta Tilla (1926) pismo redagowali wspólnie: dr Artur Till (syn Ernesta), Józef Münz i Roman Longchamps de Bérier. Po śmierci Münza, a następnie Artura Tilla (1936) jedynym redaktorem został prof. Roman Longchamps de Bérier. Pismo ukazywało się do 1939 roku.